# Kaiser-Wilhelm-I.-Denkmal (Breslau)

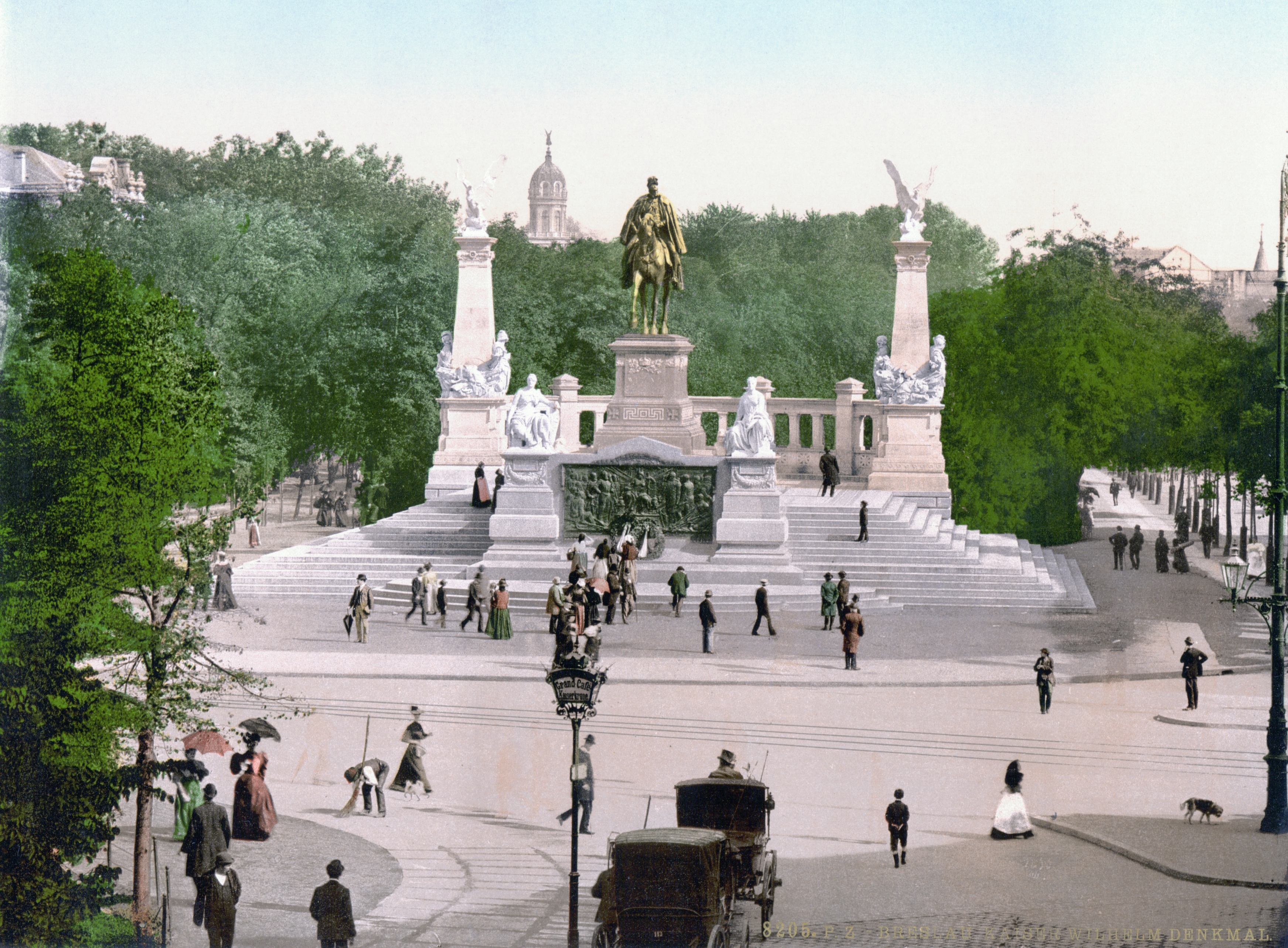
Das Kaiser-Wilhelm-I.-Denkmal um 1900

Das Kaiser-Wilhelm-I.-Denkmal war ein Denkmal zu Ehren des Deutschen Kaisers Wilhelm I. an der Schweidnitzer Straße in Breslau.

## Geschichte

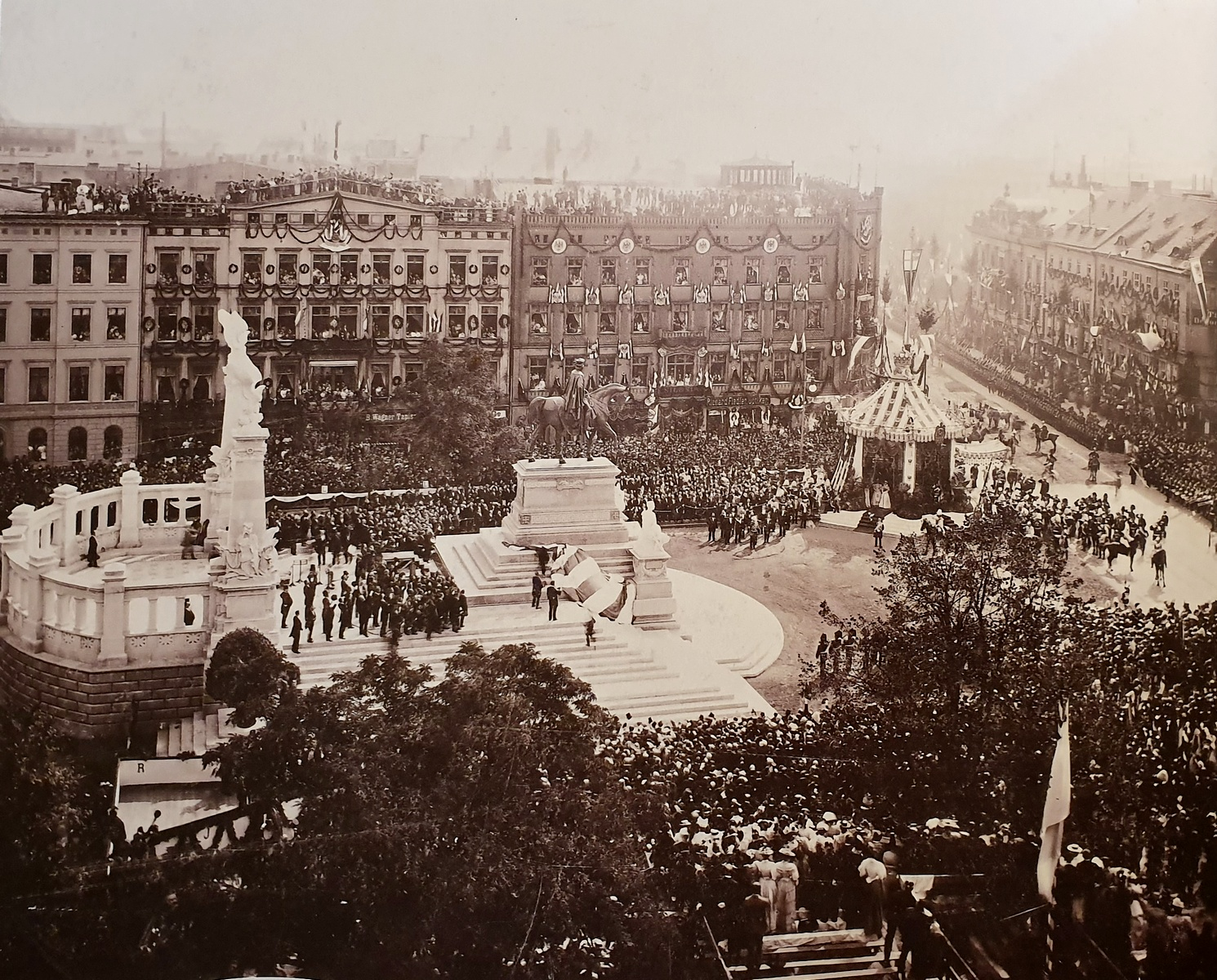
Das Kaiser-Wilhelm-I.-Denkmal 1896

Das von dem Bildhauer Christian Behrens geschaffene Reiterstandbild in der vom Architekten Hugo Licht entworfenen Denkmalsanlage wurde im September 1896 in Anwesenheit des Kaiserspaares enthüllt. Der Beschluss, ein Denkmal zu Ehren Kaiser Wilhelms I. zu erbauen, war 1889 gefasst worden. Die Finanzierung übernahm zu zwei Dritteln die Provinz Schlesien, zu einem Drittel die Stadt Breslau selbst. Noch im gleichen Jahr fand ein Preisausschreiben für die entsprechenden Modellskizzen statt. Später wurde als Standort eine Fläche an der Schweidnitzer Straße ausgewählt, an der im Mittelalter das Schweidnitzer Stadttor gestanden hatte. In direkter Nachbarschaft befanden sich die Corpus-Christi-Kirche sowie das Warenhaus Wertheim. Das Denkmal bestand aus einer auf einem Sockel stehenden Bronzefigur mit der Darstellung des Kaisers zu Pferd. Rechts und links davon befanden sich zwei Marmorstatuen. Der Sockel war mit einem großen Relief verziert. Hinter dem Standbild befanden sich zwei hohe Obelisken, auf denen Adler thronten. Selbige hatten die Bildhauer Anton und Adolf Schwarz aus Dresden ausgeführt.
Das Reiterstandbild überstand den Zweiten Weltkrieg fast unbeschadet. Die neuen polnischen Bewohner Breslaus rissen es am 21. Oktober 1945 im Rahmen einer volksfestartigen Veranstaltung in Gegenwart des Nationalrats Bolesław Drobner „als Symbol für den Sturz des ganzen Nazi- und Preußenregimes“ vom Sockel, um es einzuschmelzen. Der Sockel mitsamt der Treppenanlage wurde erst einige Jahre später entfernt. Seit 2007 steht an gleicher Stelle ein Reiterstandbild für den ersten polnischen König Bolesław I.

## Weblinks

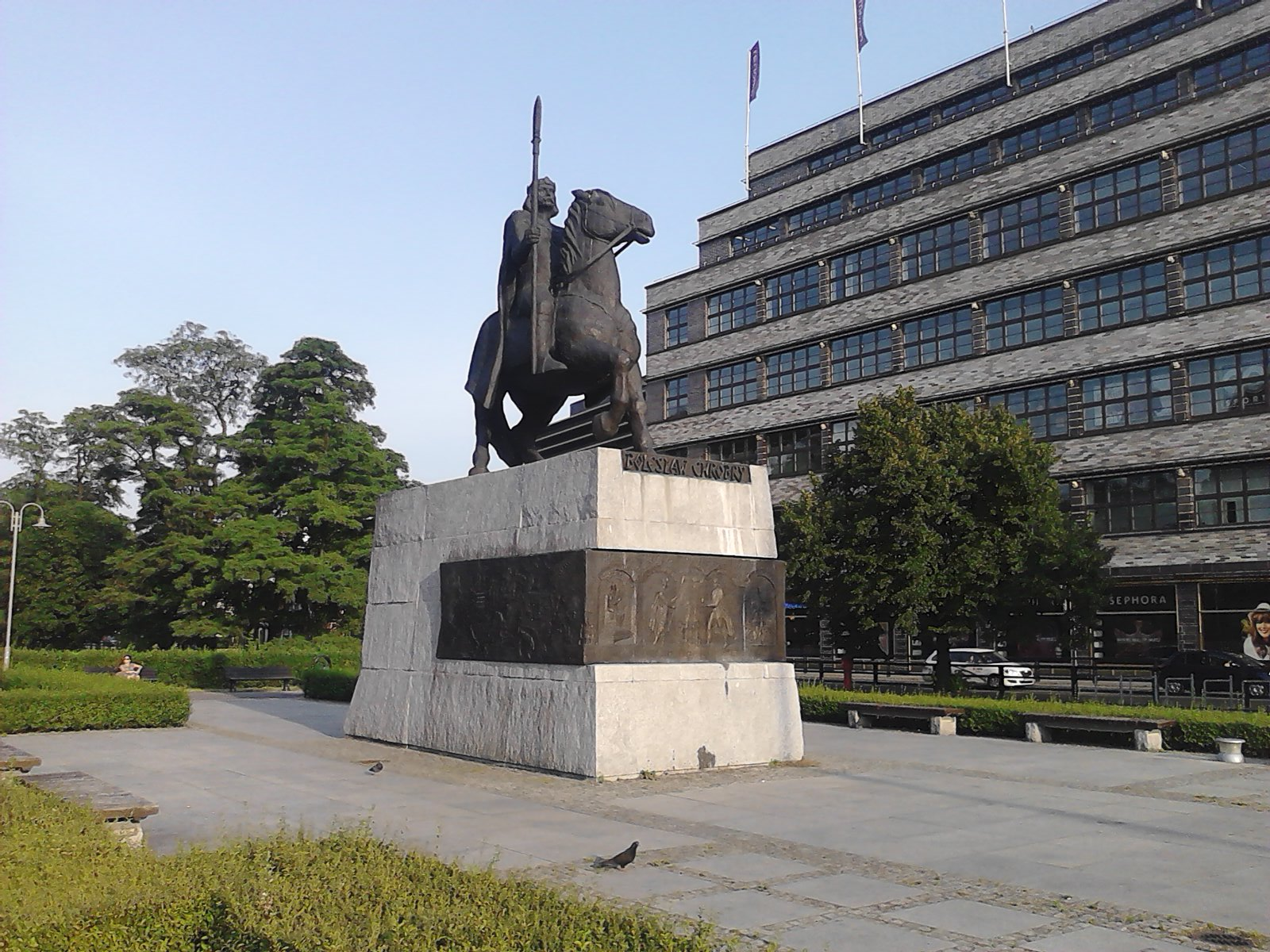
Denkmal Bolesławs I., im Hintergrund das 1930 für den Wertheim-Konzern erbaute Warenhaus